# بودای کوچک
بودای کوچک (به انگلیسی: Little Buddha) یک فیلم درام ایتالیایی-فرانسوی و بریتانیایی محصول سال ۱۹۹۳، به کارگردانی برناردو برتولوچی است. در این فیلم بازیگرانی همچون کریس آیزاک، بریجیت فوندا، روچنگ اینگ و کیانو ریوز در نقش شاهزاده سیدارتا ایفای نقش می‌کنند.
داستان
راهبان بودایی تبتی از صومعه ای در بوتان، به رهبری لاما نوربو، در جستجوی کودکی هستند که تولد دوباره یک معلم بودایی بزرگ، لاما دورجه است. لاما نوربو و راهبان همکارش بر این باورند که نامزدی برای کودکی که لاما دورجه در او متولد شده است پیدا کرده اند: پسری آمریکایی به نام جسی کنراد، پسر جوان یک معمار و معلمی که در سیاتل زندگی می کند. راهبان برای ملاقات با پسر به سیاتل می آیند.
جسی مجذوب راهبان و روش زندگی آنها است، اما والدینش، دین و لیزا، محتاط هستند و وقتی نوربو اعلام می کند که می خواهد جسی را با خود به بوتان ببرد تا آزمایش شود، این احتیاط تقریباً به خصومت تبدیل می شود. با این حال، زمانی که یکی از دوستان و همکاران نزدیکش به دلیل شکستگی خودکشی می کند، دین نظر خود را تغییر می دهد. سپس دین تصمیم می گیرد با جسی به بوتان سفر کند. در نپال با دو کودک که نامزد تولد مجدد هستند، راجو و گیتا روبرو می شوند.
در نپال باستان (لومبینی)، شاهزاده ای به نام سیذارتا به زندگی راحت و محافظت شده خود پشت می کند و برای حل مشکل رنج جهانی عازم سفر می شود. همانطور که پیشرفت می کند، حقایق عمیقی در مورد ماهیت زندگی، آگاهی و واقعیت می آموزد. در نهایت، او با مارا (دیو که نماینده ایگو است) می‌جنگد، که مکرراً سعی می‌کند سیذارتا را منحرف و نابود کند. سیذارتا از طریق تحقق کامل نهایی ماهیت توهم‌آمیز نفس خود، به روشنایی دست می‌یابد و بودا می‌شود.
مدتی بعد، مشخص شد که هر سه فرزند تولد دوباره لاما دورجه، تجلیات جداگانه بدن او (راجو)، گفتار (گیتا) و ذهن (جسی) هستند. مراسمی برگزار می شود و پدر جسی نیز برخی از حقایق اساسی بودیسم را می آموزد. کار او به پایان رسید، لاما نوربو وارد یک حالت عمیق مراقبه می شود و می میرد. با شروع مراسم تشییع جنازه، لاما نوربو با بچه ها ظاهراً از یک سطح بالاتر صحبت می کند و به آنها می گوید که دلسوز باشند. سپس کودکان در حال توزیع خاکستر او دیده می شوند.
در یک صحنه پس از تیتراژ پایانی فیلم، ماندالای شنی که حین ساخت در فیلم دیده می شد، با یک ضربه از بین می رود.

منابع
1. ↑  فروش بودای کوچک. وبگاه باکس آفیس موجو - بازدید در ۴ آوریل ۲۰۱۴